# Heliconia estiletioides
Heliconia estiletioides är en enhjärtbladig växtart som beskrevs av Abalo och G.Morales. Heliconia estiletioides ingår i släktet Heliconia och familjen Heliconiaceae. Inga underarter finns listade.